# NGC 7287A
NGC 7287A في الفهرس العام الجديد، هي مجرة، تقع في كوكبة الدلو. اكتشفت .

## روابط خارجية
- NGC 7287A على موقع ويكي سكاي: DSS2, SDSS, GALEX, IRAS, Hydrogen α, X-Ray, Astrophoto, Sky Map, Articles and images